# Éléonore Holland
Titre
Comtesse de Salisbury
1409 – 1413
(4 ans)
Éléonore Holland (1386 - après 1413), est une aristocrate anglaise, fille de Thomas Holland, 2e comte de Kent et d'Alice FitzAlan. Elle est la première épouse de Thomas Montaigu. L'un de ses frères était Edmond Holland, dont elle était la cohéritière. Elle ne doit pas être confondue avec sa sœur aînée Aliénor Holland, comtesse de March.

## Famille
Éléonore Holland est née en 1386 à Upholland dans le Lancashire, l'une des dix enfants de Thomas Holland, 2e comte de Kent et d'Alice FitzAlan, sœur de Richard Fitzalan. La sœur aînée d’Éléonore, Aliénor Holland épouse de Roger Mortimer, 4e comte de March partageait son nom. Elles ont été nommées d'après leur grand-mère maternelle. Son père était un demi-frère utérin du roi Richard II. Son frère aîné Thomas Holland, 1er duc de Surrey a été décapité en 1400 par une foule de citoyens en colère à Cirencester pour son rôle dans le soulèvement de l'Épiphanie, qui visait le roi Henri IV d'Angleterre, usurpateur du trône du roi. L'héritier au comté de Kent était son deuxième frère, Edmond Holland, dont elle est devenue la cohéritière.
Ses grands-parents paternels étaient Thomas Holland, 1er comte de Kent et Jeanne de Kent, qui était la mère du roi Richard par son deuxième mariage avec Edouard de Woodstock ; ses grands-parents maternels étaient le comte d'Arundel Richard Fitzalan et Éléonore de Lancastre.

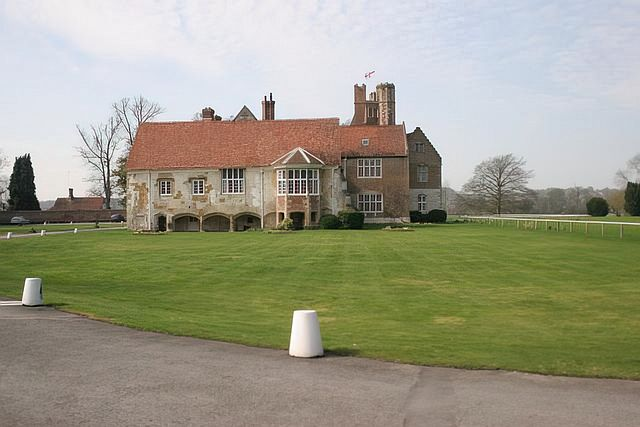
Bisham Manor, demeure d’Éléonore Holland et de Thomas Montaigu.

## Mariage et descendance
Éléonore épouse Thomas Montaigu, fils de John Montagu, 3e comte de Salisbury et de Maud Francis, le 23 mai 1399. Elle avait environ treize ans au moment de son mariage. Thomas deviendra plus tard l'un des commandants les plus importants de la guerre de Cent Ans. Éléonore ne porta le titre de comtesse de Salisbury qu'à partir du 14 juin 1409, lorsqu'il fut restitué à Thomas. Une saisie avait été placée sur le titre et les biens de son père après son exécution pour sa participation au soulèvement de l’Épiphanie aux côtés du frère d’Éléonore, Thomas. Son oncle, John Holland, 1er duc d'Exeter, avait également fait partie du complot, mais il n'avait échappé à la foule que pour être capturé dans l'Essex et décapité sur ordre de sa tante maternelle Jeanne FitzAlan, belle-mère du roi Henri IV.
Thomas et Éléonore ont élu domicile à Bisham Manor dans le Berkshire. Ensemble, ils ont eu une fille : 
- Alice Montagu, 5e comtesse de Salisbury (1407-3 avril / 9 décembre 1462), épousa en 1420 Richard Neville, par qui elle eut dix enfants[3].

Éléonore est décédée à une date inconnue peu après 1413. Elle est enterrée au prieuré de Bisham.
Thomas épousa en secondes noces, avant 1424, Alice Chaucer, petite-fille du célèbre auteur Geoffrey Chaucer, mais leur mariage fut sans enfant. Il est mortellement blessé le 27 octobre 1428 au siège d'Orléans et décède le 3 novembre.
Alice, leur fille, a succédé à son père comme comtesse de Salisbury. Par Alice, Éléonore est la grand-mère de Richard Neville, 16e comte de Warwick et l'arrière-grand-mère de Cecily Bonville, l'une des héritières anglaises les plus riches du XVe siècle. Éléonore est également l'arrière-arrière-arrière-grand-mère de la reine Catherine Parr, la sixième et dernière épouse du roi Henri VIII.